# Río Beisuzhok Izquierdo
El río Beisuzhok Izquierdo (del ruso: Бейсужёк Левый) o río Beisuzhok Meridional (Бейсужёк Южный) es un río del krai de Krasnodar del sur de Rusia, afluente por la izquierda del Beisug. 

## Curso
Tiene una longitud de 161 km y una cuenca de 1 890 km². Casi todo su curso está regulado con estanques donde se practica la piscicultura. En su valle, desde el jútor Ternovi hasta la stanitsa Briujovétskaya, la distancia entre las localidades es de pocos kilómetros.

## Afluentes y localidades en su cuenca
- Ternovi
- afluente por la izquierda — Sujói Log: Bezlesni
- Novobeisugskaya, Beisuzhok Vtoroi, Burakovski, Korenovsk, Proletarski, Diadkóvskaya
- afluente por la derecha — Zhuravka: Séverni, Zhuravski, Zhuravskaya, Vyselki
  - afluente por la izquierda — Malióvana (Malióvanaya): Babiche-Korenovski, Malióvanni, Kazache-Malióvani, Inogorodne-Malióvani (Muzhiche-Maliovani)
- afluente por la derecha — Ochetovataya Balka: Bratkovskoye (Bratkovka)
- Novokórsunskaya, Krasnoarmeiski, Rashpil, Barybinski, Léninski, Novi, Kavkazski, Pobeda, Krásnaya Niva, Chkalova, Krásnaya Poliana, y Briujovétskaya.